# Herbert de Castro
Herbert de Castro (* 18. Januar 1905 in Panama-Stadt; † 1969) war ein panamaischer Komponist und Dirigent.
De Castro, der einer traditionellen jüdischen Familie entstammte, ging 1923 nach Paris, wo er im Laufe der nächsten sieben Jahre Schüler u. a. von Albert Roussel, Arthur Honegger, Jean Huré, Georges Caussade, Simone Plé-Caussade und Diran Alexanian war.
Nach seiner Rückkehr nach Panama gründete er 1939 das Orquestra de la Unión Musical und 1941 das Orquesta Sinfónica Nacional, dessen Direktor er bis 1944 war. In diesem Jahr ging er nach New York, wo er Orchesterleitung bei Jean Paul Morel und Komposition bei Norman Dello Joio studierte. Nach seiner Rückkehr nach Panama leitete er erneut das Orquestra Sinfónica Nacional.
Als Repräsentant der Sociedad Daniel de Concierto organisierte er Auftritte von Yehudi Menuhin, Isaac Stern, Andrés Segovia, Mischa Elman, Arthur Rubinstein, Jesus Maria Sanroma, Gregor Piatigorsky, Claudio Arrau, János Sándor und Alexis Weissenberg in Panama.

## Werke
- Tres Cantos de Sinagoga für Chor, Solisten und Orchester
- Pastoral für Orchester
- Film für Streichquartett
- Preludio con Giga für zwei Flöten

| Personendaten    | Personendaten                       |
| ---------------- | ----------------------------------- |
| NAME             | Castro, Herbert de                  |
| KURZBESCHREIBUNG | panamaischer Komponist und Dirigent |
| GEBURTSDATUM     | 18. Januar 1905                     |
| GEBURTSORT       | Panama-Stadt                        |
| STERBEDATUM      | 1969                                |